# 普莱唐
普莱唐（法語：Plestan，法語發音：[plɛtɑ̃]）是法国阿摩尔滨海省的一个市镇，位于该省东部，属于迪南区。

## 地理
普莱唐（48°25'26"N, 2°26'49"W）面积32.81 平方千米，位于法国布列塔尼大區阿摩尔滨海省，该省份为法国西北部沿海省份，位于布列塔尼半岛北部，北濒大西洋英吉利海峡，西接菲尼斯泰尔省，南至莫尔比昂省，东临伊勒-维莱讷省。
与普莱唐接壤的市镇（或旧市镇、城区）包括：瑞贡莱拉克、拉马卢尔、努瓦亚勒、普莱代利亚克、普莱内瑞贡、圣里厄尔、特拉曼、朗巴勒阿摩尔。

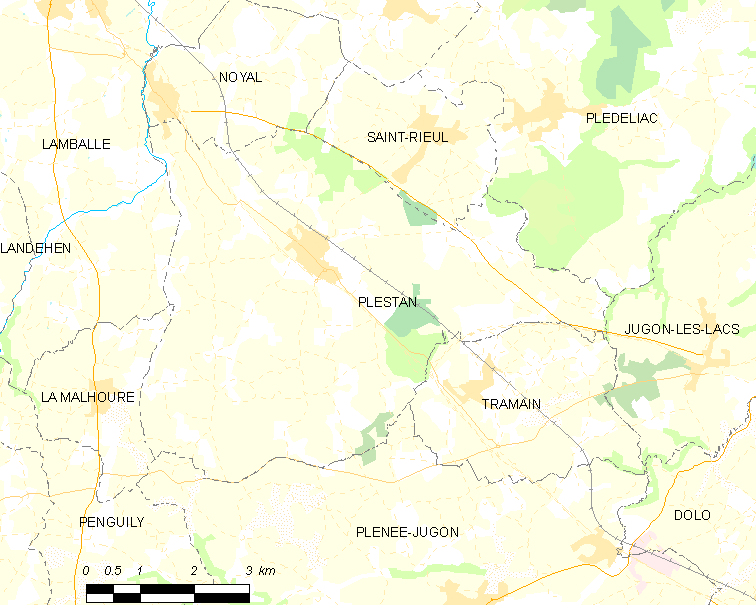
普莱唐的OSM定位图

普莱唐的时区为UTC+01:00、UTC+02:00（夏令时）。

## 行政
普莱唐的邮政编码为22640，INSEE市镇编码为22193。

## 政治
普莱唐所属的省级选区为普莱内瑞贡县。

## 人口

1962-2008年间普莱唐人口变化图示

普莱唐于2022年1月1日时的人口数量为1637人。